# Parque Nacional de Buzuluksky Bor

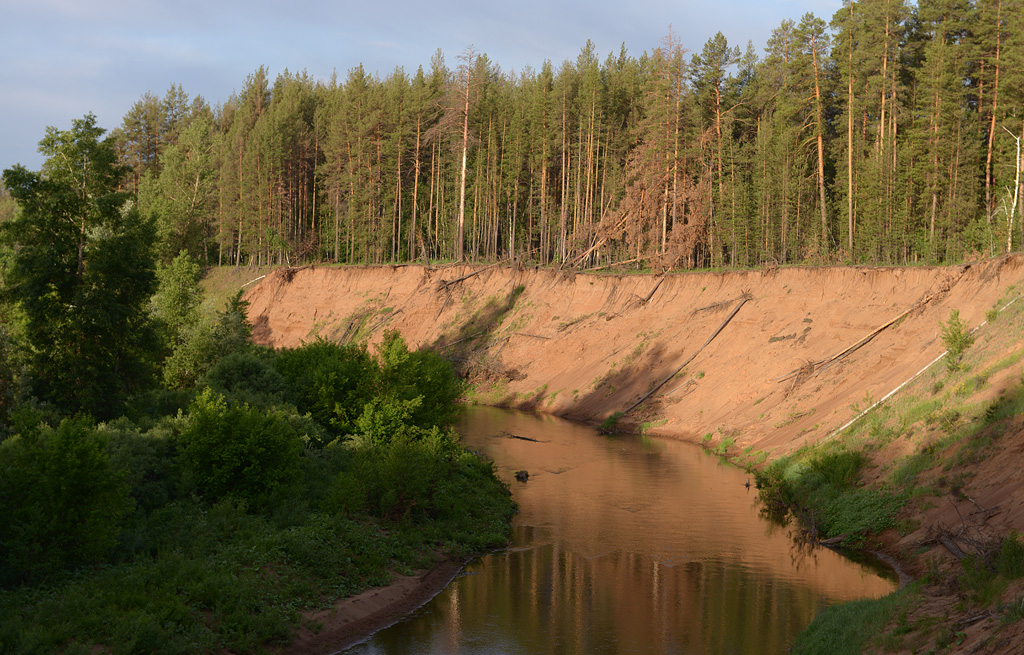
Foto do parque em 2013 em trecho cortado pelo Rio Borovka.

O Parque Nacional Buzuluksky Bor (em russo:  Бузулукский бор) engloba a floresta de pinheiros de Buzuluk, que é o maior bosque de pinheiros altos isolados do mundo. Está rodeado por estepes da planície da Europa Oriental a leste do rio Volga e a oeste dos contrafortes que se estendem até ao sul dos Urais. Isso o torna um importante habitat para estudos científicos e é o local da primeira área de manutenção florestal na Rússia. Encontra-se a cerca de 70 quilómetros a leste da cidade de Samara, Rússia, e a 15 km a norte da cidade de Buzuluk, Oblast de Orenburg.